# Lucas Sang
Lucas Sang (12. februar 1961 – 1. januar 2008) var en kenyansk atlet som deltog under OL 1988 i Seoul. Han løb for det kenyanske stafethold på 4 x 400 meter, og kom til finalen hvor Kenya endte på en ottende plads. Han løb også 400 m individuelt, men blev slået ud før semifinalen. 
I slutningen af karrieren blev han meget brugt som fartsholder for både kenyanske og udenlandske løbere. Efter at han stoppede, blev Sang jordbruger, og drev en større gård i Moiben i distriktet Uasin Gishu i Kenya. Han var også forretningspartner med Moses Tanui, verdensmester på 10 000 meter i 1991. 
Han blev dræbt i byen Eldoret 1. januar 2008, på vej hjem til Kimumu, under oprørene i Kenya efter det kontroversielle præsidentvalg i 2007. 